# 拉斐尔·雷耶斯·普列托
拉斐尔·雷耶斯·普列托（西班牙語：Rafael Reyes Prieto；1849年12月5日—1921年2月18日）是哥伦比亚探险家、国务活动家，1904年—1909年是哥伦比亚总统和独裁者。
雷耶斯1849年出生于新格拉纳达博亚卡省圣罗莎德比特沃(Santa Rosa de Viterbo)，未受过正规教育。早年和弟兄们从事金鸡纳树皮或金鸡纳树的商业贸易。1874年他们前去哥伦比亚亚马孙盆地探险。途中一个兄弟死于热病，另一个被食人族的土人吃掉，只有他幸存下来，在丛林中生活达10年之久。他所建立的商行生意兴隆，但后来在一次金融恐慌中倒闭。不久，他加入哥伦比亚保守党的军队，在战场上作战英勇，官至参谋长，因屡次为独裁者拉斐尔·努涅斯建立功勋，被擢任各种政治职务：如内务部长、驻法国大使和参加1901—1902年在墨西哥举行的泛美会议的代表。1904年当选总统。上任后即实行独裁统治，解散国会，监禁几名议员，任命傀儡议会。他着手恢复哥伦比亚的国际信誉，增加咖啡生产，鼓励兴建铁路和公共设施。他建立了一个有效率的政府，但独裁统治使哥伦比亚人民愈来愈难以忍受。1909年被迫辞职。后在国外游历10年，1919年回到哥伦比亚。1921年在波哥大去世。